# Lögrétta
Þingvellir (930-1798)
Reykjavik (1799-1800)
Le Lögrétta (littéralement : « Conseil de la loi ») était l'institution centrale de l'ancien Althing entre 930 et 1800. Composée des 39 chefs (goði), elle énonçait les lois et nommait les membres de la haute cour et des quatre cours provinciales.
Jusqu'en 1271, il était présidé par le lögsögumaður, remplacé à cette date par le lögmaður.